# Topolske
Topolske (ukrainien : Топольське, russe : Топольское: Topolskoïé), est un village d'Ukraine situé dans l'oblast de Kharkiv et le raïon d'Izioum. Il appartient au conseil municipal agricole de Malaïa Kamychevakha. Sa population était au nombre de 211 habitants en 2001.

## Géographie
Le petit village se trouve à 1 km de la rivière Donets sur sa rive droite. Le village de Chpakovka se trouve à 1 km, et le village de Donetskoïé se trouve aussi à 1 km de l'autre côté. Les routes T-2109 et T-2122 traversent la localité.

## Économie
Ferme laitière et élevage de moutons (entreprise agricole Chevtchenko).

## Histoire
Le village comporte un jardin d'enfants et une maison de la culture, un terrain de sport et un dispensaire.
Le village est le lieu d'affrontements pendant la guerre du Donbass en 2014, puis de nouveau au printemps 2022 dans le cadre de l'invasion de l'Ukraine et de la bataille d'Izioum